# Ode for the Birthday of Queen Anne

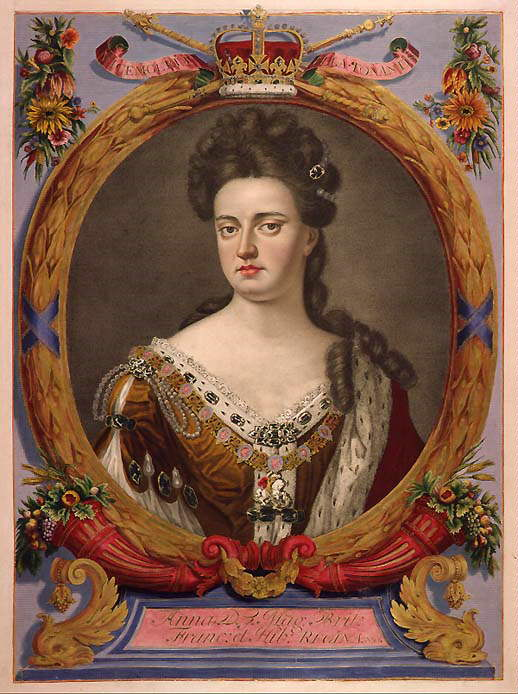
Porträtt av drottning Anna av Storbritannien, färglagd gravyr ur en atlas beställd av August den starke (kurfurste av Sachsen), 1706-1710.

Ode for the Birthday of Queen Anne är en världslig kantat komponerad av Georg Friedrich Händel till ett libretto av Ambrose Philips och framförd första gången 1713, strax efter det att Händel bosatt sig i England. Kantaten är komponerad till Queen Anne, drottning Anna av Storbritanniens födelsedag.
Varje vers i kantaten avslutas med:
The day that gave great Anna birth

(Den dag då Anne den stora föddes)

Who fixed a lasting peace on Earth.

(Som ordnade en evig fred på jorden)

Kantaten firar freden i Utrecht som förhandlades fram av Ann 1712 och som fick slut på det Spanska tronföljdskriget.